# Moab

Moabs placering, i lila, vid Döda havet cirka 830 fvt.

Moab var under järnåldern (1200–500 f.Kr.) ett område i berglandet öster om Döda havet. Handelsvägen mellan Mesopotamien och Egypten förde genom landet och huvudstaden var Dibon, nuvarande Dhiban cirka 20 kilometer söder om Jordaniens huvudstad Amman.
Moabiterna var ett västsemitiskt folk och deras språk var närbesläktat med hebreiskan. Moabiter och israeliter var i oupphörlig konflikt med varandra om området.
Mycket lite är känt om moabiternas bakgrund, men landet Moab nämns på en staty i Thebe i övre Egypten av Ramses II som regerade 1279–1213 f.Kr. Landet styrdes av assyrierna på 700-talet f.Kr. och upphörde troligen att existera som stat vid babyloniernas erövring omkring 600 f.Kr. Mesastenen som hittades 1868 vid utgrävningarna av huvudstaden skildrar den moabitiske kungen Mesa och hans krig mot israeliterna cirka 850 f.Kr. Denna stenrelief förvaras i Louvren i Paris.

## Moabiterna i Bibeln
Moabiterna omnämns i Gamla Testamentet i Bibeln, Ruts bok handlar om hur en moabitisk kvinna lägger grunden till kung Davids dynasti efter att ha omvänt sig till Israels Gud. Moabiterna härstammade, enligt Bibeln, från Moab, Lots son med sin äldre dotter efter deras flykt undan Sodoms förstörelse (1 Mos 19:30-38).